# Aniela Dobrójska
Aniela Dobrójska – bohaterka Ślubów panieńskich, komedii Aleksandra Fredry.
Stanowi przeciwieństwo Klary, swojej przyjaciółki i kuzynki, pod której wpływem pozostaje. Jest to nieśmiała panienka, która ma zostać wydana za Gustawa (do czego dąży jej matka i Radost). Jednak za namową Klary odrzuca wielbiciela i obie dziewczyny, ślubują, że nigdy nie wyjdą za mąż.
Gustaw wraz ze swym przyjacielem Albinem obmyślają intrygę, która ma złamać przyrzeczenie dziewcząt. Wskutek ich planu Aniela odkrywa, że kocha Gustawa i postanawia go poślubić.
Znane odtwórczynie roli Anieli w spektaklach teatralnych: Konstancja Bednarzewska, Halina Dunajska, Ryszarda Hanin, Krystyna Janda, Ewa Lassek, Mirosława Lombardo, Maria Niklińska, Kazimiera Nogajówna, Barbara Połomska, Justyna Sieńczyłło, Patrycja Soliman, Joanna Szczepkowska, Barbara Wałkówna, Halina Winiarska, Małgorzata Ząbkowska.
W 2010 roku swoją premierę miała filmowa adaptacja sztuki wyreżyserowana przez Filipa Bajona. W rolę Anieli wcieliła się Anna Cieślak.